# جاكوب كيويور
جاكوب كيويور (مواليد 15 فبراير 2000) هو لاعب كرة قدم بولندي يلعب في مركز المدافع في نادي ارسنال.

## وصلات خارجية
- جاكوب كيويور على موقع الاتحاد الأوربي (الإنجليزية)
- جاكوب كيويور على موقع إي إس بي إن إف سي (الإنجليزية)
- جاكوب كيويور على موقع قاعدة بيانات كرة القدم.إي يو (الإنجليزية)
- جاكوب كيويور على موقع ليكيب (الفرنسية)
- جاكوب كيويور على موقع ناشيونال فوتبول تيمز (الإنجليزية)
- جاكوب كيويور على موقع Soccerbase.com (لاعب) (الإنجليزية)
- جاكوب كيويور على موقع Soccerway.com (الإنجليزية)
- جاكوب كيويور على موقع عالم كرة القدم.نت (الإنجليزية)
- جاكوب كيويور على موقع AS.com (الإسبانية)